# Antonio Giuseppe Angioni
Antonio Giuseppe Angioni (* 8. Oktober 1910 in Bortigali, Sardinien, Italien; † 21. August 1991 in Certosa di Pavia, Lombardei, Italien) war ein italienischer Bischof.
Angioni wurde am 13. August 1933 zum Priester geweiht. Papst Johannes XXIII. ernannte ihn am 28. Mai 1962 zum Weihbischof in Pisa und Titularbischof von Hippo Diarrhytus. Kardinal Giacomo Lercaro, Erzbischof von Bologna, spendete ihm am 29. Juni 1962 die Bischofsweihe. Mitkonsekratoren waren Ugo Camozzo, Erzbischof von Pisa, und Giuseppe Amici, Erzbischof von Modena. Am 6. Juni 1968 ernannte Papst Paul VI. ihn zum Bischof von Pavia. Am 2. April 1986 nahm Papst Johannes Paul II. seinen Rücktritt an. 
Angioni nahm an allen vier Sitzungsperioden des Zweiten Vatikanischen Konzils als Konzilsvater teil. 